# Algar do Chambre
O Algar do Chambre é uma gruta portuguesa localizada na freguesia dos Biscoitos, concelho da Praia da Vitória, ilha Terceira, arquipélago dos Açores.
Esta cavidade apresenta uma geomorfologia de origem vulcânica com uma forma quase vertical e uma profundidade de 17 metros.